# Província de Mendoza
|  | Aquest article tracta sobre la província argentina. Vegeu-ne altres significats a «Mendoza (desambiguació)». |

Mendoza, al text de la Constitució provincial: Província de Mendoza, és una de les vint-i-tres províncies de la República Argentina. Alhora, és un dels vint-i-quatre estats autogovernats o jurisdiccions de primer ordre que conformen el país, i un dels vint-i-quatre districtes electorals legislatius nacionals. La seva capital és l'homònima Mendoza.
Es troba a l'oest del país. Limita al nord amb la província de San Juan, a l'est amb la província de San Luis, al sud amb La Pampa i Neuquén i a l'oest amb Xile.

## Història
Els primers habitants de la zona van viure a la Vall del riu Atuel (300 aC) i es dedicaven a la caça i a una agricultura incipient de blat de moro, zapallo, quinoa, porotos, etc. Dominaven la cistelleria i la terrisseria en forma rudimentària. En aquesta vall es va desenvolupar la Cultura d'Agrelo, considerada l'antecessora dels Huarpes. A la zona nord de la província es va desenvolupar aquesta última cultura (la cultura Huarpe) que estava, al seu torn, influïda pels quítxues (inques). Entre els rius Barrancas i Diamant estaven els pueltxes, recol·lectors i caçadors, emparentats amb els pehuentxes. Els primers espanyols van arribar cap a 1550 des del Perú. El 2 de març de 1561 el Capità Pedro del Castillo va fundar la ciutat de Mendoza després transformada en la capital provincial.
Mendoza formava part del territori de Cuyo, i més tard de la Capitania General de Xile. Amb la formació del Virregnat del Riu de la Plata va ser designada part de la Intendència de Cuyo de Còrdova del Tucumán. El 29 de novembre de 1813 es va crear la Intendència de Cuyo, separant-la de les altres províncies.
José de San Martín va ser governador d'aquesta regió i el 19 de gener de 1817, Mendoza va ser el punt de partida de l'Exèrcit dels Andes, on San Martín va iniciar la seva campanya llibertadora.

### Mendoza i L'Exèrcit dels Andes
San Martín va comptar amb la valuosa ajuda del poble de Mendoza, que no va escatimar esforços per a col·laborar en la tasca de formar l'Exèrcit dels Andes, va disposar tot al seu servei: *Es va imposar al poble una contribució monetària d'acord amb els seus guanys 
- Va trobar soldats forts i valents disposats a seguir-lo en la seva empresa titànica
- Es va instal·lar una fàbrica tèxtil, per a cobrir la necessitat de roba i uniformes per al cos militar
- El Doctor Tomás Godoy Cruz donà una de les seves propietats on l'enginyer Álvarez Condarco va instal·lar i va dirigir un laboratori per a la fabricació d'armes i pólvora
- Se li va encomanar al Comandant Pedro Regalado de La Plaça dirigir els tallers d'artilleria, on a sol i ombra treballava al costat del seu equip en la fabricació de canons i municions, aquest a més va comptar amb la intel·ligent col·laboració del Fra Luis Beltrán
- Les dames mendocinas donaron joies i objectes de gran valor, encara que està contribució no va arribar directament a les mans de l'Exèrcit Libertador, ja que van ser destinades al Director Suprem Álvarez Thomas qui sol·licitava la formació d'una esquadra per a combatre una nova expedició enviada per Ferran VII d'Espanya amb l'objectiu de reconquistar les seves colònies.

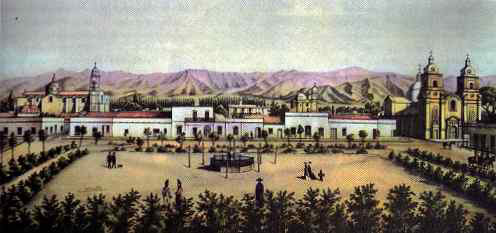
La ciutat de Mendoza abans del terratrèmol de 1861

## Aspectes geogràfics
Presenta tres estructures diferenciades: el massís andí, la preserralada i les planícies. La secció nord de la Serralada dels Andes té un ample de fins a 50 km. El pic més alt d'Amèrica, l'Aconcagua, de 6.959 m, es troba en aquesta província. Una sèrie de valls longitudinals, com el Uspallata, separa el massís andino de la precordillera, integrada per cadenes d'adreça nord-sud d'origen paleozoic i elevades durant la formació dels Andes. A l'est d'aquestes serres s'estenen les planicies cuyanas, travessades pels afluents del riu Desaguadero. Tradicionalment coneguda per la seva producció frutícola, sobretot de raïms i famosos vins.

### Clima
Estius molt secs amb hiverns més humits. Les temperatures mitjanes per a gener (estiu) són 30 °C en el dia, i 23 °C en la nit. Les temperatures mitjanes per a juliol (hivern), són 12 °C en el dia, i 0 °C en la nit. En alguns llocs de la muntanya es produeixen nevades; i més prop del pla es precipita la pluja en forma de calamarsa, causant veritables catàstrofes en els cultius pel dany que esdevé. Es pot considerar a Mendoza com pionera en el treball científic sobre els mètodes de lluita contra la calamarsa, per la varietat de tècniques emprades per a la seva eliminació.

### Vegetació
Presenta una extrema aridesa on influeix l'escassesa de precipitacions i una gran amplitud tèrmica diària i estacional. Aquesta aridesa es troba interrompuda pels oasis cuyans, formats a la vora dels rius que neixen en les geleres de la muntanya.

### Recursos hídràulics
Entre els rius més importants es troben el Desaguadero, el Mendoza, Tunuyán, Diamante i Atuel. Són aprofitats pel rec i la generació d'energia, a través de diversos dics, el flux dels quals contribueix a donar electricitat a altres ciutats de l'Argentina. Al voltant d'aquests rius es concentren les activitats econòmiques de la província. Els llacs i llacunes constitueixen àrees protegides a causa de la flora i fauna que existeixen als seus voltants, i al seu valor històric, ja que en aquestes zones es van instal·lar les principals tribus indígenes de la zona, entre les més destacades es troben la Laguna del Diamante, Laguna de Llancanelo, Lagunas de Guanacache, Laguna Negra i Los Horcones.

## Divisió administrativa

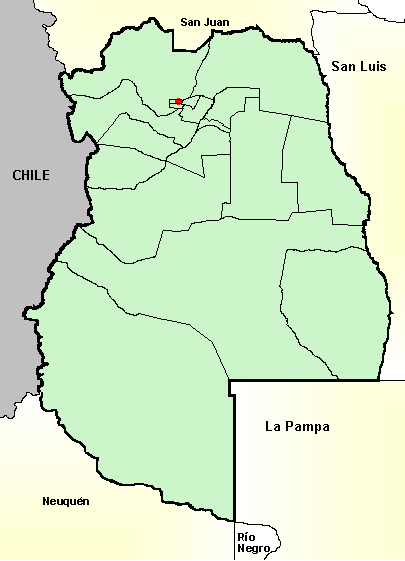
Mendoza, divisió administrativa, límits i capital

La província és dividida en 18 departaments, que a Mendoza (a diferència de la majoria de les províncies argentines) equivalen als municipis. Alhora, cada Departament es divideix en Districtes. La Constitució provincial fou aprovada el 1916, i reformada per darrer cop el 1985.
- Departament Capital (Mendoza)
- Departament de General Alvear (General Alvear)
- Departament de Godoy Cruz (Godoy Cruz)
- Departament de Guaymallén (Villa Nueva)
- Departament de Junín (Junín)
- Departament de La Paz (La Paz)
- Departament de Las Heras (Las Heras)
- Departament de Lavalle (Villa Tulumaya)
- Departament de Luján de Cuyo (Luján de Cuyo)
- Departament de Maipú (Maipú)
- Departament de Malargüe (Malargüe)
- Departament de Rivadavia (Rivadavia)
- Departament de San Carlos (San Carlos)
- Departament de San Martín (San Martín)
- Departament de San Rafael (San Rafael)
- Departament de Santa Rosa (Santa Rosa)
- Departament de Tunuyán (Tunuyán)
- Departament de Tupungato (Tupungato)

El govern es divideix en tres poders: executiu, legislatiu i judicial: 
ExecutiuÉs unipersonal i recau en un ciutadà triat directament per la població de la província per al càrrec de Governador. És l'encarregat d'executar les lleis i administrar el pressupost provincial, amb la col·laboració del seu gabinet de ministres. Per sota d'ell es troba el Sotsgovernador que al seu torn és president de la Càmera de Senadors Provincials. De l'Executiu depenen les forces de seguretat de la Policia de la Província de Mendoza. La Constitució de la Província no permet la re-elecció del Governador sense deixar passar un període intermedi.
LegislatiuÉs bicameral i té una cambra de senadors i altra de diputats. S'encarrega de sancionar les lleis provincials. El senat dona el seu acord per a nomenar als jutges i altres funcionaris que constitucionalment ho requereixen, aprova el pressupost anual de despeses i controla al Poder Executiu mitjançant comandes d'informes i interpel·lacions als seus funcionaris. Ambdues càmeres funcionen en l'edifici de la Legislatura Provincial situada en la Ciutat de Mendoza.
Judicialveges-la pel compliment de les lleis i a més és on es canalitzen els judicis penals, civils, laborals. A més cada departament compta amb el seu govern comunal integrat per un òrgan executiu: Intendent i altre deliberatiu: Concejo Deliberante.
D'altra banda la província té representació en el Congrés Nacional amb els seus diputats i senadors, triats en eleccions directes. La quantitat de Diputats Nacionals a l'Argentina depèn de la població de cada província a la qual representen i la de Senadors és fixa. Els principals partits polítics de l'actualitat són la Unió Cívica Radical, el Partit Justicialista i el Partit Demòcrata. Mendoza compta amb tres senadors nacionals i deu diputats nacionals.

## Població
- Any 1991: Plantilla:Indec (població urbana:Plantilla:Indec), (població rural:Plantilla:Indec).
- Any 2001: Plantilla:Indec (població urbana:Plantilla:Indec, població rural:Plantilla:Indec).

## Economia
La principal activitat és la vitivinicultura. El sector primari té una forta tradició en aquesta província. Seguint en això a ciutats com Florència, Bordeus, Bilbao-Rioja, Porto, Melbourne i Ciutat del Cap, Mendoza ha estat seleccionada recentment per la GWC (Great Wine Capitals Global Network) com una de les principals regions mundials en matèria de producció de vins.
- Agricultura: es destaquen els cultius de vinyers, hortalisses, farratges, fruiters, i canyes (Arundo donax) per la fabricació de llengüetes musicals.
- Mineria: del subsòl mendocino s'extreu petroli constituint el 14% de les reserves nacionals. També hi ha explotació econòmica de gas, calcàries i urani.
- Indústria: es realitza la transformació de matèries primeres en una gran quantitat de cellers, conserves, destil·leries de petroli, ciment, etc.
- Turisme: s'ha transformat cap als anys 1990 en una de les majors fonts d'ingressos de la Província. Els atractius internacionals més importants són l'Aconcagua i el centre d'esquí Las Leñas. També compta amb gran quantitat de circuits turístics d'atracció nacional i regional.

## Educació
A més d'escoles primàries i secundaris, compte amb les universitats nacionals de Cuyo (UNCuyo) i Tecnològica Nacional (UTN), a més d'universitats privades (Universitat de Congresos], [Universitat de Mendoza], [Universitat Champagna], [Universitat Juan A. Mazza], [Universitat de l'Aconcagua]). Aquestes cobreixen la majoria de les carreres universitàries que es cursen arreu del país. Aquesta regió ha incrementat notablement en els últims anys els intercanvis amb estudiants de grau i postgrau de professors i alumnes d'Espanya, França, Suècia i Alemanya. Es desenvolupa una interessant activitat d'investigació en zones àrides i semi àrides en el centre d'investigació del CONICET, al que tenen accés totes les universitats.